# Herman Snellen der Jüngere

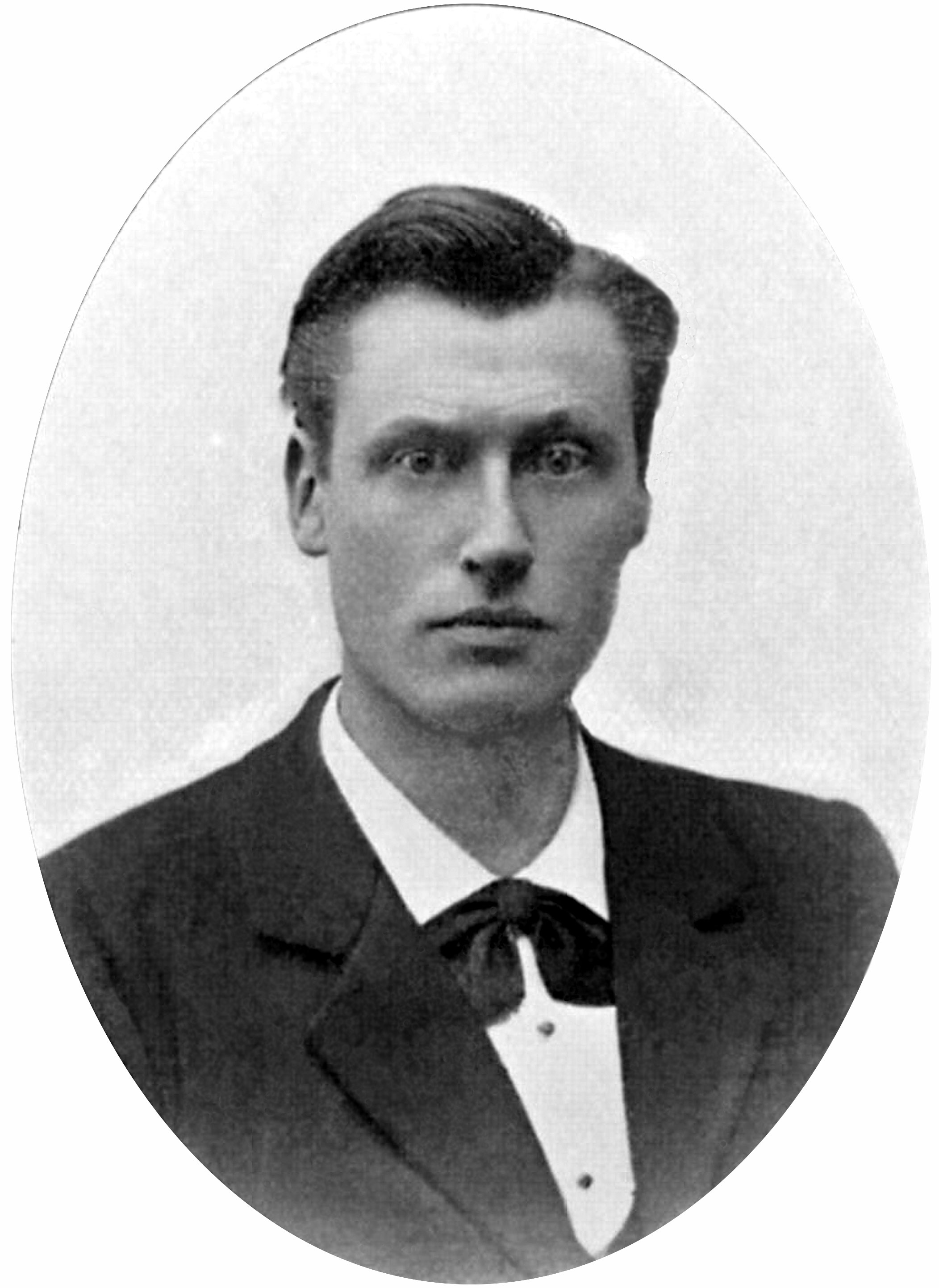
Herman Snellen der Jüngere

Herman Snellen der Jüngere (* 24. November 1864 in Utrecht; † 30. September 1929 in Den Haag) war ein niederländischer Ophthalmologe.

## Leben
Herman war Sohn des Augenarztes Herman Snellen. Nach dem Besuch des städtischen Gymnasiums in Utrecht immatrikulierte er sich am 24. Januar 1882 an der Universität Utrecht, um ein Studium der medizinischen Wissenschaften zu absolvieren. Neben seinem Vater hatte er unter anderem noch den Unterricht von Franciscus Cornelis Donders genossen. Am 9. April 1892 promovierte er unter seinem Vater mit der Arbeit Netvlies-aandoeningen bij naphtaline-vergiftiging (deutsch: Retinale Störungen bei Naphtalinvergiftung) zum Doktor der Medizin. Ab 1898 arbeitete er als Dozent an der Utrechter Hochschule und war zweiter Direktor der dortigen Augenheilklinik. Nachdem ein Handbuch für Augenuntersuchungen unter dem Titel Handleiding bij het Oogheelkundig Onderzoek (Groningen, 1898) herausgegeben hatte, erhielt Snellen am 9. Februar 1899 eine Berufung zum Professor für Augenheilkunde an der Utrechter Hochschule, welche Aufgabe er am 14. April 1899 mit der Rede Over het waarnemen van licht en kleuren (deutsch: Über die Wahrnehmung von Licht und Farbe) antrat.
1903 übernahm er als erster Direktor die Leitung der Utrechter Augenklinik und beschäftigte sich vor allem mit dem Schielen sowie der Skiaskopie. Hierzu erschienen einige Aufsätze in den medizinischen Fachzeitschriften der Niederlande, wie zum Beispiel in der Tijdschrift voor Geneeskunde. Zudem beteiligte er sich auch an den organisatorischen Aufgaben der Utrechter Bildungseinrichtung und war im Akademiejahr 1914/15 Rektor der Alma Mater, wozu er am 279. Jahrestag derselben am 26. März 1915, die Rektoratsrede Dwaalbegrippen omtrent de physiologie van het gezichtszintuig (deutsch: Irrbegriffe über die Physiologie vom Sehsinn) hielt. 1914 ernannte man ihn zum Ehrendoktor der Universität Groningen, 1915 wurde er Mitglied der Genootschap tot bevordering van natuur-, genees- en heelkunde in Amsterdam und 1928 wurde er Ritter des Ordens vom niederländischen Löwen. Aus gesundheitlichen Gründen legte er am 6. Februar 1928 seine Professur nieder und hielt am 1. März desselben Jahres seine Abschiedsvorlesung. Danach zog er nach Den Haag, wo er noch eine augenärztliche Praxis betrieb.
Snellen verheiratete sich am 9. August 1900 in Utrecht Maria Magdalena Werker (* 26. April 1880 in Utrecht; † 3. Oktober 1956 in Utrecht), die Tochter des Wilhelmus Martinus Johannes Werker (* 4. März 1843 in Amsterdam; † 12. Februar 1927 in De Bilt) und dessen am 6. August 1878 in Amsterdam geheirateten Frau Maria Catharina Roszberger (* 15. Juli 1856 in Amsterdam; † 9. August 1915 in De Bilt). Aus der Ehe stammt die Tochter Maria C. Snellen (* 4. Oktober 1916 in Utrecht), welche sich am 6. April 1940 in Hoogezand mit Albert Hidding verheiratete.

## Weblink
- Snellen im Catalogus Professorum Academiae Rheno-Traiectinae

| Personendaten    | Personendaten                  |
| ---------------- | ------------------------------ |
| NAME             | Snellen, Herman der Jüngere    |
| ALTERNATIVNAMEN  | Snellen, Herman Jr.            |
| KURZBESCHREIBUNG | niederländischer Ophthalmologe |
| GEBURTSDATUM     | 24. November 1864              |
| GEBURTSORT       | Utrecht                        |
| STERBEDATUM      | 30. September 1929             |
| STERBEORT        | Den Haag                       |